# برگه آلیزه
برگه آلیزه (به فرانسوی: Breguet Alizé) یک هواگرد ساختِ کارخانهٔ برگه اویاسیون در کشور فرانسه است که در سال ۱۹۵۷–۱۹۶۲ ساخته شد. نخستین استفاده‌کنندهٔ این هواپیما نیروی دریایی فرانسه بوده است. این هواگرد برای نخستین بار در ۶ اکتبر ۱۹۵۶ میلادی مورد استفاده قرار گرفت.